# Thelignya
Thelignya — рід грибів родини Lichinaceae. Назва вперше опублікована 1855 року.

## Класифікація
До роду Thelignya відносять 3 види:
- Thelignya fuliginea
- Thelignya groenlandica
- Thelignya lignyota